# أنيسة حلو
أنيسة حلو (بالفرنسية: Anissa Helou)‏ هي كاتبة، وصحفية، ومذيعة لبنانية ولدت في بيروت، ونشأت وترعرعت فيها، وقد ساعدها تواجدها في لبنان على التعرف على منطقة البحر الأبيض المتوسط جيداً. ألفت أنيسة عدة كتب للطهي حازت على العديد من الجوائز، من هذه الكتب، "الربع الخامس: كتاب طهي متعلقات الذبائح»، و"المزة الحديثة" و"مخبوزات".